# Love Is War (album)
Albums de Vanilla Ninja
Best of
Love Is War est le quatrième album de Vanilla Ninja (le cinquième, si on prend en compte Best of). Il peut être considéré comme le plus personnel du groupe, car ses membres ont pu prendre une part plus active au processus créatif que dans les albums précédents. Au cours de la réalisation de l’album, Triinu Kivilaan a décidé de quitter Vanilla Ninja. À sa demande, sa voix a été retirée de l’album.
L’édition japonaise de l’album, sortie le 31 mai 2006 sous le label EMI, comporte un bonus de deux chansons. L’album doit sortir en mars 2007 au Brésil.

## Liste des morceaux
- 01. "Kingdom Burning Down" — 3:59
- 02. "Dangerzone" (long version) — 3:17
- 03. "The Band That Never Existed" — 3:15
- 04. "Rockstarz" — 3:26
- 05. "Shadows On The Moon" — 3:05
- 06. "Black Symphony" — 3:46
- 07. "Pray" — 4:34
- 08. "Battlefield" — 3:07
- 09. "Spirit Of The Dawn" — 3:52
- 10. "Insane In Vain" — 3:17
- 11. "Bad Girls" — 3:14
- 12. "Silence" — 4:31

L’édition japonaise comporte deux pistes supplémentaires :
- 13. "Love Is Just A War" — 3:26
- 14. "My Name" — 3:09

L’édition latino-américaine comporte la chanson présenter lors de l'Eurolaul 2007:
- 13. "Birds of Peace" - 3:00

## Résultats
- n°1 (Estonie)
- n°14 (Suisse)
- n°16 (Allemagne)
- n°29 (Autriche)
- n°48 (Pologne)

## Singlestirés de l’album

### Dangerzone
- Label : EMI
- Sortie : 21 avril 2006
- Liste des morceaux :

1. "Dangerzone" (Radio version)
2. "Dangerzone" (Long version)
3. "Falling Star" (Unplugged version)
4. "Dangerzone" (Instrumental version)

- classements : n°17 (Allemagne), n°18 (Suisse), n°22 (Autriche)

### Rockstarz
- Label : EMI
- Sortie : 8 septembre 2006
- Liste des morceaux :

1. "Rockstarz" (Radio version)
2. "Rockstarz" (Instrumental version)
3. "Rockstarz" (Acoustic version)
4. "Rockstarz" (Hard version)

- Bonus : "Vanilla Ninja Behind the Scenes" (vidéo)
- classement : n°86 (Allemagne)